# پیریتینول
پیریتینول(به انگلیسی: Pyritinol) که با نام‌های پیریدوکسین دی‌سولفید یا پیریتیوکسین نیز شناخته می‌شود (نام داروهایی در اروپا، Encephabol، Encefabol ،Cerbon 6) یک آنالوگ نیمه سنتزی محلول در آب ویتامین B۶ (پیریدوکسین HCl) است. این ماده در سال ۱۹۶۱ توسط آزمایشگاه‌های مرک با اتصال ۲ ترکیب ویتامین B۶ (پیریدوکسین) بهمراه یک پل دی‌سولفید تولید شد. از دهه ۱۹۷۰، این دارو در چندین کشور برای درمان اختلالات شناختی، آرتریت روماتوئید، و اختلالات یادگیری در کودکان به عنوان یک داروی با نسخه و بدون نسخه تجویز می‌شود. این ویتامین از اوایل دهه ۱۹۹۰ به عنوان یک مکمل غذایی نوتروپیک در ایالات متحده به فروش می‌رسد.